# Kalundborg-jysk
Kalundborg-jysk er en populær betegnelse for det nordvestsjællandske tonefald, der er mere jævnt end andre former for sjællandsk. Derfor kan det for udenforstående lyde som jysk.